# Mucrotettix
Mucrotettix is een geslacht van rechtvleugeligen uit de familie doornsprinkhanen (Tetrigidae). De wetenschappelijke naam van dit geslacht is voor het eerst geldig gepubliceerd in 1998 door Perez-Gelabert, Hierro & Otte.

## Soorten
Het geslacht Mucrotettix omvat de volgende soorten:
- Mucrotettix gibbosus Perez-Gelabert, Hierro & Otte, 1998
- Mucrotettix spinifer Perez-Gelabert, Hierro & Otte, 1998